# All She Wants Is
All She Wants Is is een nummer van de Britse band Duran Duran uit 1988. Het is tweede single van hun vijfde studioalbum Big Thing.
Oorspronkelijk zou het nummer "Sex" heten, maar later werd gekozen voor de titel "All She Wants Is". De tekst, die gaat over een vrouw die steeds meer bezit wil, onderging vele veranderingen. Het nummer werd vooral een hit op de Britse eilanden en in Italië, waar de band grote populariteit genoot. In het Verenigd Koninkrijk bereikte de plaat de 9e positie. Minder succesvol was het in Nederland, waar het de 4e positie bereikte in de Tipparade.

## Tracklijst
- 7"

1. "All She Wants Is" (45 mix) – 4:36
2. "I Believe/All I Need to Know" (medley) – 5:04

- 12"

1. "All She Wants Is" (Euro dub mix) – 7:34 (a.k.a. "Euro house mix")
2. "All She Wants Is" (45 mix) – 4:36
3. "I Believe/All I Need to Know" (medley) – 5:04

- Cd-single

1. "All She Wants Is" (45 mix) – 4:36
2. "Skin Trade" (Parisian mix) – 8:10
3. "I Believe/All I Need to Know" (medley) – 5:09